# Townshend (rivière)
Pour les articles homonymes, voir Townshend.
La rivière Townshend (en anglais : Townshend River) est un cours d’eau de la région de Canterbury dans l’Île du Sud de la Nouvelle-Zélande.

## Géographie
Elle prend naissance dans la chaîne de « Puketeraki Range » à 20 km au nord de la ville de Springfield et s’écoule essentiellement vers l’est pour atteindre le fleuve Ashley à 10 km au Nord de la ville d’Oxford, en amont des Gorges d’Ashley.